# Bradacel
Bradacel (románul: Brădățel) falu Romániában, Erdélyben, Hunyad megyében.

## Fekvése
A Marostól északra, Illyétől északnyugatra fekvő település.

## Története
Bradacel nevét először 1468-ban, majd 1485-ben említette oklevél p. Bradyczel néven mint Illye város birtokát. 1485-ben a Foltiak kapták új adományként. 1733-ban Bradaczel, 1750-ben Bredeczel, 1805-ben Bradatzel, 1808-ban Baradaczel, Bradaczel, 1861-ben Bradaczel, 1913-ban pedig Bradacel néven tűnt fel az oklevelekben. A trianoni békeszerződés előtt Hunyad vármegye Marosillyei járásához tartozott. 1910-ben 522 görög keleti ortodox lakosából 521 román volt.

## Nevezetességei
- 19. századi Istenszülő elszenderedése-fatemplom; a romániai műemlékek jegyzékében a HD-II-m-B-03269 sorszámon szerepel.[1]